# 沙尔多涅
沙尔多涅（法語：Chardogne，法語發音：[ʃaʁdɔɲ]）是法国默兹省的一个市镇，属于巴勒迪克区。

## 地理
沙尔多涅（48°49'27"N, 5°7'33"E）面积12.82 平方千米，位于法国大東部大區默兹省，该省份为法国西北部内陆省份，北与比利时接壤，西接马恩省和阿登省，南至上马恩省和孚日省，东临默尔特-摩泽尔省。
与沙尔多涅接壤的市镇（或旧市镇、城区）包括：伯奥讷、莱欧德谢、凡-韦勒、卢皮堡、瓦勒多尔南、瓦万库尔。

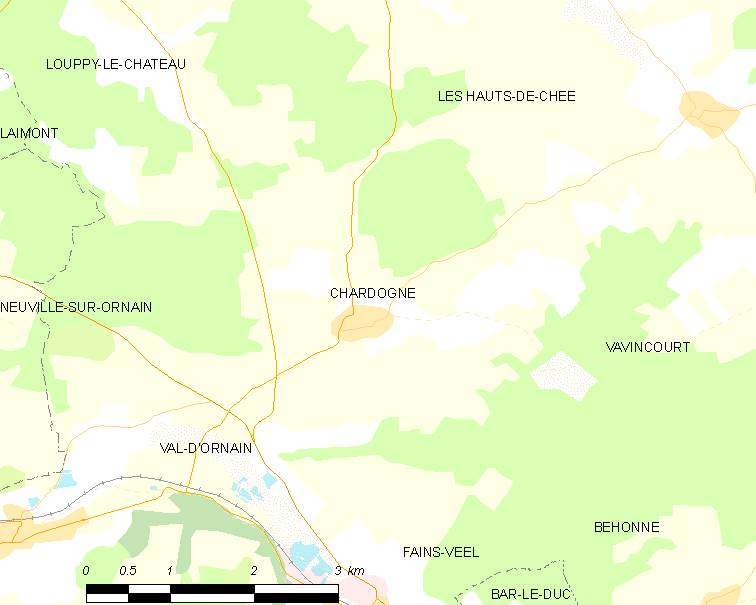
沙尔多涅的OSM定位图

沙尔多涅的时区为UTC+01:00、UTC+02:00（夏令时）。

## 行政
沙尔多涅的邮政编码为55000，INSEE市镇编码为55101。

## 政治
沙尔多涅所属的省级选区为巴勒迪克第二县。

## 人口

1962-2008年间沙尔多涅人口变化图示

沙尔多涅于2022年1月1日时的人口数量为302人。